# هانمنبی
هانمنبی (به انگلیسی: Hunmanby) یک روستا و محله مدنی در بریتانیا است که در Borough of Scarborough واقع شده‌است. هانمنبی ۳٬۱۳۲ نفر جمعیت دارد.